# 二郎口镇
二郎口镇，是中华人民共和国安徽省滁州市全椒县下辖的一个乡镇级行政单位。

## 行政区划
二郎口镇下辖以下地区：
二郎街道社区、赤镇街道社区、程家市街道社区、太平村、上陶村、项集村、二郎村、曹埠村、赤镇村、宝塔村、古城村、浦北村、卜集村、峨嵋村、广平村和下陶村。